# Retro Active
| Оценки критиков | Оценки критиков |
| Источник        | Оценка          |
| --------------- | --------------- |
| AllMusic        | [ 1 ]           |
| Rolling Stone   | [ 2 ]           |
| Sputnikmusic    | [ 3 ]           |

Retro Active — сборник английской рок-группы Def Leppard, выпущенный в 1993 году. В альбом вошли переработанные версии би-сайдов, а также ранее не издававшиеся записи, сделанные в период с 1984 по 1993 годы. Альбом занял 9 место в чарте Billboard 200 и 6 место в UK Albums Chart.

## О сборнике
Выпустив за двенадцатилетний период всего пять альбомов, Def Leppard выпустили Retro Active, чтобы избавиться от этой привычки, порадовать преданных поклонников и закрыть дверь в эпоху «Стива Кларка». Многие из этих треков ранее были выпущены в качестве би-сайдов синглов .
По словам певца Джо Эллиотта, концепция альбома возникла после успеха сингла «Two Steps Behind». Первоначально песня была записана только Эллиоттом в качестве электрической версии в 1989 году, а затем по предложению гитариста Фила Коллена была записана группой как акустическая баллада. Когда в 1993 году продюсеры фильма «Последний киногерой» обратились к группе с просьбой предоставить новую песню для саундтрека, группа не смогла записать новый материал из-за гастрольного графика и вместо этого прислала многодорожечную запись акустической версии «Two Steps Behind», которая была исполнена дирижёром Майклом Кэйменом в апреле 1993 года и включена в саундтрек фильма. Она стала последним синглом группы, вошедшим в Топ-20 в США, достигнув 12 места, и вдохновила группу на создание альбома и на запись электрической версии песни.
Песня «She’s Too Tough» и электрическая версия «Miss You in a Heartbeat» были включены в качестве бонус-треков на японских изданиях альбома Adrenalize. Написанная в 1985 году песня «She’s Too Tough» впервые появилась в 1987 году на альбоме группы Helix Wild in the Streets. Песня «Miss You in a Heartbeat» была впервые написана и записана гитаристом Колленом в 1991 году и первоначально была записана группой The Law, в состав которой входили Пол Роджерс и барабанщик The Who Кенни Джонс, для своего одноимённого альбома в том же 91 году. Def Leppard записали свою собственную версию в апреле следующего года, которую они выпустили в качестве би-сайда на сингле «Make Love Like a Man». После того как группа записала новые партии вокала, баса и барабанов для электрической версии песни, Коллен услышал, как Эллиотт экспериментирует с песней на пианино. Это заставило Эллиотта записать фортепианную и вокальную версию песни, после чего Коллен, басист Рик Сэвидж и барабанщик Рик Аллен в июне 1993 года добавили акустическую и электрическую гитары, бас-гитару и партии ударных, создав акустическую версию, которая была выпущена в качестве сингла.
Две незаконченные песни с сессий записи Hysteria, «Desert Song» и «Fractured Love», были закончены исключительно для альбома. В альбом также вошли несколько кавер-версий, а именно «Action» группы Sweet (которая заняла более высокое место в чартах Великобритании, чем оригинал) и «Only After Dark» Мика Ронсона.
Версия песни «Ride into the Sun», представленная на сборнике, не та, что появилась на миньоне The Def Leppard E.P., а скорее перезапись 1987 года. Она немного отличается от оригинальной би-сайда времён Hysteria; на би-сайде было соло на ударных Рика Аллена, в то время как в версии на Retro Active есть фортепианное вступление Иэна Хантера.
Retro Active содержит скрытый (финальный) трек: фортепианно-вокальную версию «Miss You in a Heartbeat», в которой также присутствует альтернативное акустическое гитарное соло Коллена.
Это первый альбом Def Leppard, в который вошли песни, записанные с недавно присоединившимся гитаристом Вивианом Кэмпбеллом.

## Обложка
Обложка альбома, выполненная Нильсом Исраэльсоном и Хью Саймом, представляет собой фотографию женщины, сидящей за туалетным столиком и смотрящейся в зеркало. Однако, если смотреть на обложку с расстояния вытянутой руки или издалека, она приобретает форму черепа (разновидность искусства vanitas), причём голова женщины образует левую глазницу, а её отражение в зеркале — правую глазницу. Само зеркало образует форму черепа, а занавеси за спиной женщины и аксессуары на туалетном столике — носовую полость и зубы. Вдохновением для этой картины послужила самая известная работа Чарльза Аллана Гилберта «Суета всё» (1892). Существует альтернативная версия обложки альбома, выпущенная только для рекламных целей. Единственное отличие — логотип Def Leppard представлен в наиболее традиционном стиле, как это было на Pyromania, Hysteria и Adrenalize. Группа посчитала, что учитывая более мрачный тон Retro Active, лучше отказаться от ярких цветов логотипа.

## Список композиций
| №   | Название                                                       | Автор(ы)                                            | Длительность |
| --- | -------------------------------------------------------------- | --------------------------------------------------- | ------------ |
| 1.  | «Desert Song»                                                  | Стив Кларк Джо Эллиотт Рик Сэвидж [англ.]           | 5:19         |
| 2.  | «Fractured Love»                                               | Кларк Эллиотт Сэвидж                                | 5:08         |
| 3.  | «Action»                                                       | Энди Скотт Брайан Коннолли Стив Прист Мик Такер     | 3:41         |
| 4.  | «Two Steps Behind» (акустическая версия)                       | Эллиотт                                             | 4:16         |
| 5.  | «She's Too Tough»                                              | Эллиотт                                             | 3:41         |
| 6.  | «Miss You in a Heartbeat» (акустическая версия)                | Фил Коллен                                          | 4:04         |
| 7.  | «Only After Dark»                                              | Мик Ронсон Скотт Ричардсон                          | 3:52         |
| 8.  | «Ride into the Sun» (перезапись 1987 года)                     | Кларк Коллен Эллиотт Сэвидж                         | 3:12         |
| 9.  | «From the Inside» (с Hothouse Flowers)                         | Эллиотт                                             | 4:13         |
| 10. | «Ring of Fire»                                                 | Кларк Коллен Эллиотт Роберт Джон «Матт» Ланг Сэвидж | 4:42         |
| 11. | «I Wanna Be Your Hero»                                         | Кларк Коллен Эллиотт Ланг Сэвидж                    | 4:29         |
| 12. | «Miss You in a Heartbeat» (электрическая версия)               | Коллен                                              | 4:58         |
| 13. | «Two Steps Behind» (электрическая версия)                      | Эллиотт                                             | 4:29         |
| 14. | «Miss You in a Heartbeat» (фортепианная версия) (скрытый трек) | Коллен                                              | 4:09         |